# Jēkabpils
Jēkabpils ( výslovnost, polsky Jakubow, německy Jakobstadt) je město na jihovýchodě Lotyšska ležící na řece Daugavě 143 km od hlavního města Rigy a zároveň správní centrum stejnojmenného rajónu. Dnešní rozsah města pochází z roku 1962, kdy došlo ke sloučení starého Jēkabpilsu na levém břehu Daugavy s Krustpilsem na břehu pravém. Jēkabpils je osmým největším městem v Lotyšsku, žije zde přibližně 21 tisíc obyvatel.

## Demografie
1. ledna 2019 mělo město 23 500 obyvatel.
| \| Etnické složení města v roce 2019[3] \| Etnické složení města v roce 2019[3] \| Etnické složení města v roce 2019[3] \| Etnické složení města v roce 2019[3] \| Etnické složení města v roce 2019[3] \| \| ------------------------------------ \| ------------------------------------ \| ------------------------------------ \| ------------------------------------ \| ------------------------------------ \| \| \| \| \| \| \| \| Lotyši \| Lotyši \| \| 61,4 % \| 61,4 % \| \| Rusové \| Rusové \| \| 26 % \| 26 % \| \| Bělorusové \| Bělorusové \| \| 3 % \| 3 % \| \| Poláci \| Poláci \| \| 2,7 % \| 2,7 % \| \| Ukrajinci \| Ukrajinci \| \| 1,7 % \| 1,7 % \| \| Ostatní \| Ostatní \| \| 5,1 % \| 5,1 % \| |            |  |        |        |
| Etnické složení města v roce 2019 |            |  |        |        |
| |            |  |        |        |
| Lotyši | Lotyši     |  | 61,4 % | 61,4 % |
| Rusové | Rusové     |  | 26 %   | 26 %   |
| Bělorusové | Bělorusové |  | 3 %    | 3 %    |
| Poláci | Poláci     |  | 2,7 %  | 2,7 %  |
| Ukrajinci | Ukrajinci  |  | 1,7 %  | 1,7 %  |
| Ostatní | Ostatní    |  | 5,1 %  | 5,1 %  |

## Památky
V nejstarší části města byly zachovány historické budovy. Je mezi nimi i kostel starověrců, kteří uprchli z Ruska před pronásledováním v 17. století a usadili se zde. V západní části města ve Struveho parku se nachází jeden ze soustavy Struveho triangulačních bodů, které jsou zařazeny na seznam UNESCO.

## Osobnosti města
Roku 1684 se ve městě narodila Marta Helena Skowrońska/Skavronská, v letech 1725–1727 ruská carevna Kateřina I. Alexejevna, žena Petra I. Velikého. Zemřela roku 1727 v Petrohradu.

## Galerie

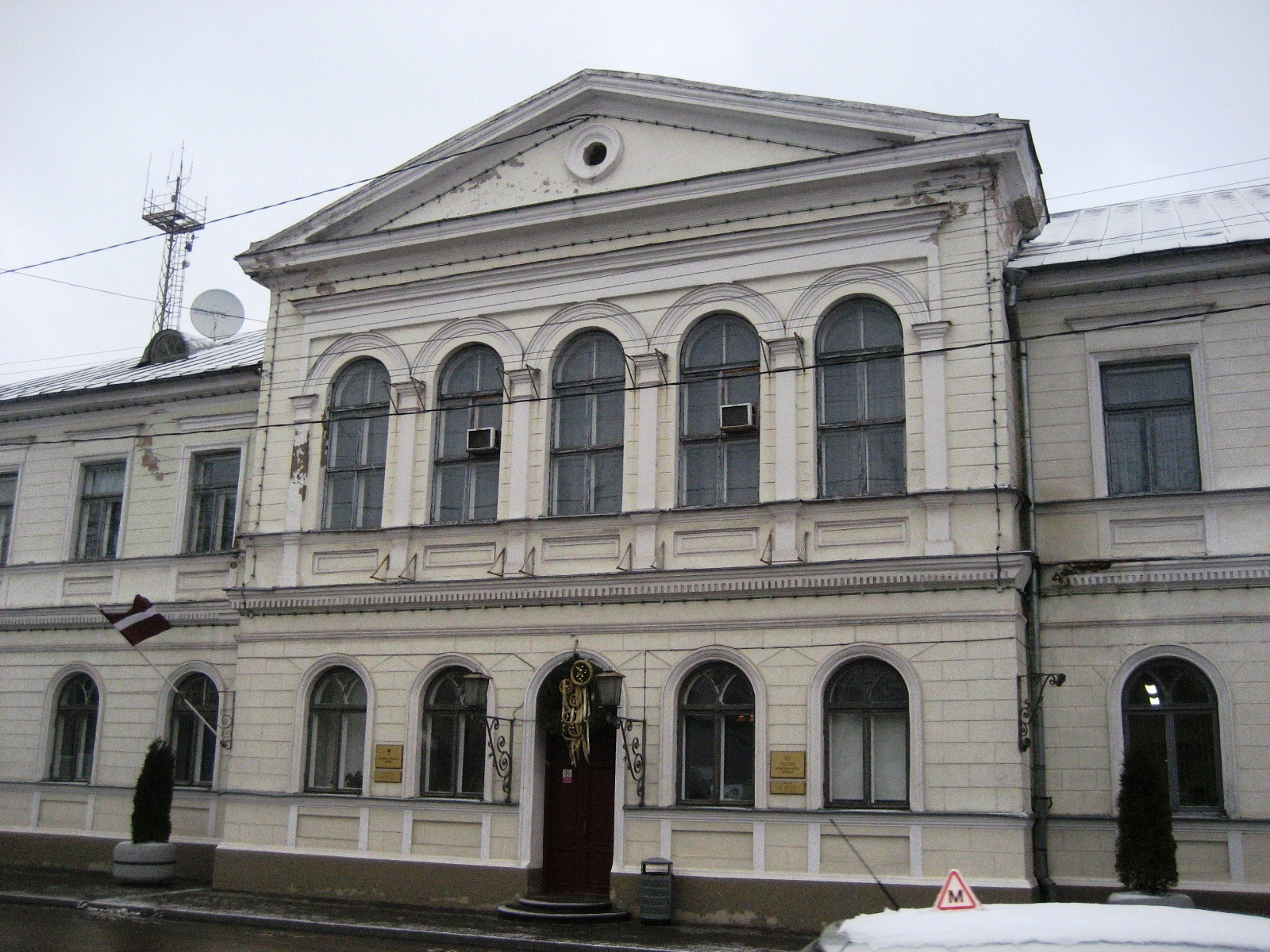
Městský úřad
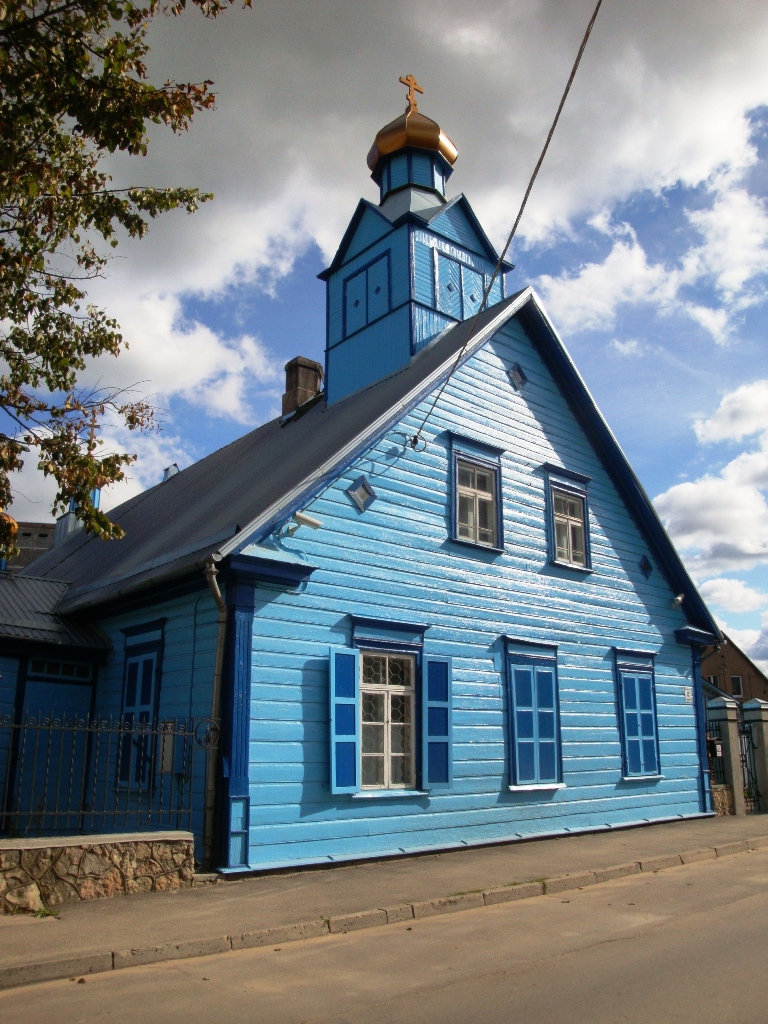
Kostel starověrců
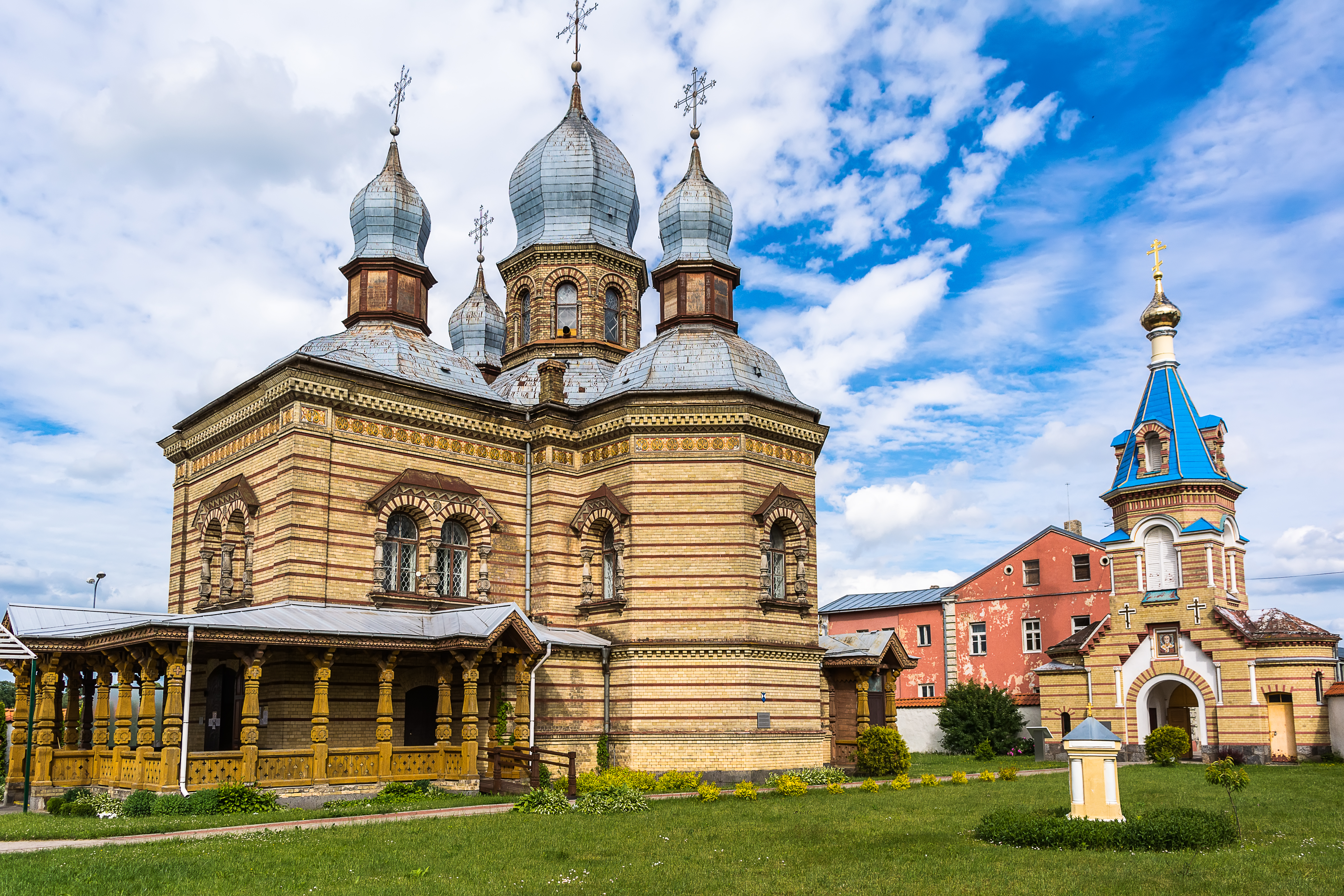
Klášter svatého ducha
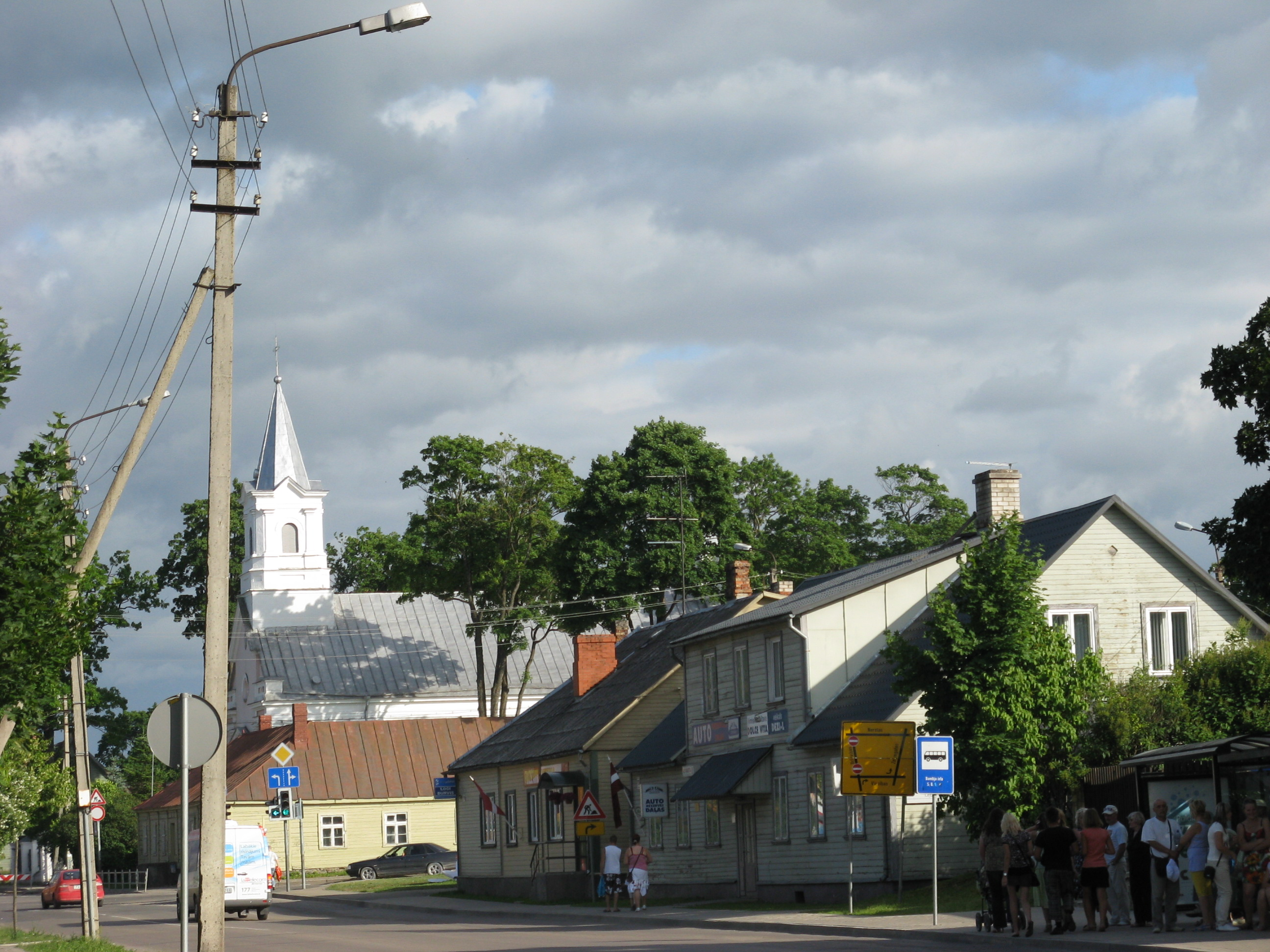
Místní ulice s katolickým kostelem